# لائم چابانگ
لائم چابانگ (به لاتین: Laem Chabang) یک منطقهٔ مسکونی در تایلند است که در Si Racha واقع شده‌است. لائم چابانگ ۸۸٫۵۹ کیلومتر مربع مساحت و ۸۸٬۲۷۱ نفر جمعیت دارد.